# Bokmässan i Frankfurt
Bokmässan i Frankfurt (tyska: Frankfurter Buchmesse) är en årlig mässa på Messe Frankfurt i Frankfurt am Main i Tyskland. Sett till antal deltagande bokförlag är det världens största bokmässa, med cirka 7 300 utställare från 100 länder och runt 275 000 besökare.

## Historik
Arrangemanget har anor som går ända tillbaka till 1478. Den anordnas av ett dotterbolag till föreningen Börsenverein des Deutschen Buchhandels, som grundades 1825 i Leipzig. Föreningen var även aktiv i skapandet av en bindande copyright.
Sedan 1949 räknas den som den största årligen arrangerade internationella bokmässan. 1950 instiftades fredspriset Friedenspreis des Deutschen Buchhandels, som utdelas årligen vid mässan. Sedan 2005 delas Tyska bokpriset för årets bästa tyskspråkiga roman ut vid mässan.
Bokmässan innehåller bland annat en avdelning för bokhandlare och en för förläggare.
Varje år har bokmässan ett speciellt kulturområde som gäst. 2004 var det den den arabiska världen, och 2005 var Sydkorea gästland (Nordkorea hade uttryckligen tackat nej). 2006 var Indien som första land i mässans historia gäst för andra gången. 2007 stod Katalonien i fokus. 2011 var Island mässans fokusland. Finland är mässans hedersgäst 2014.
Inte sällan sammanfaller bokmässan i Frankfurt med tillkännagivandet av Nobelpriset i litteratur och blir därför en strategisk postering för världens kulturjournalister när champagnekorkarna flyger hos segerrusiga förläggare.

## Gästland

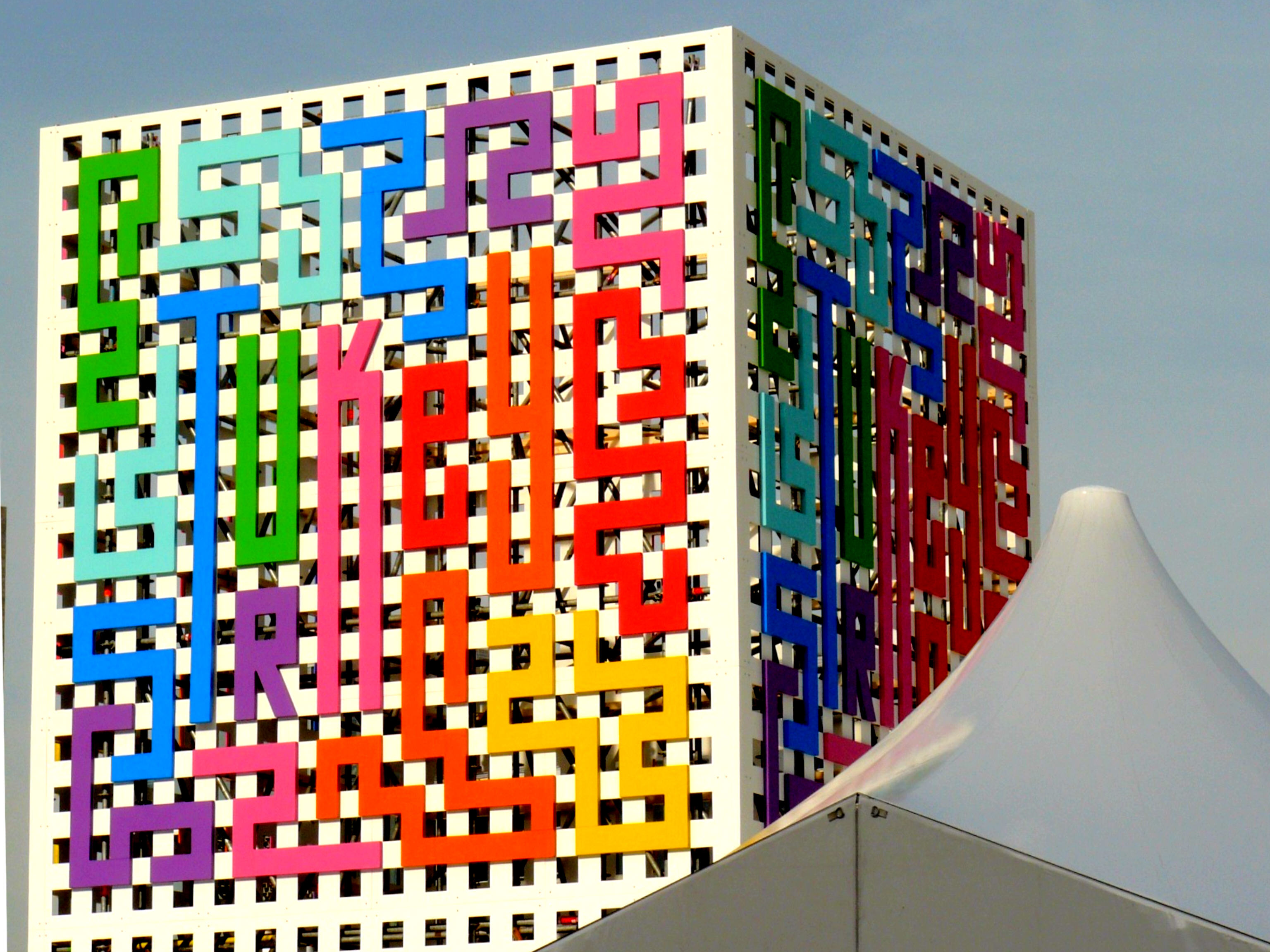
Turkiets paviljong som gästland/hedersgäst 2008

Gästland (hedersgäst) har varit tradition sedan 1976. Varje land har sitt eget gästrum i en speciell utställningshall.